# Raffaele Fitto

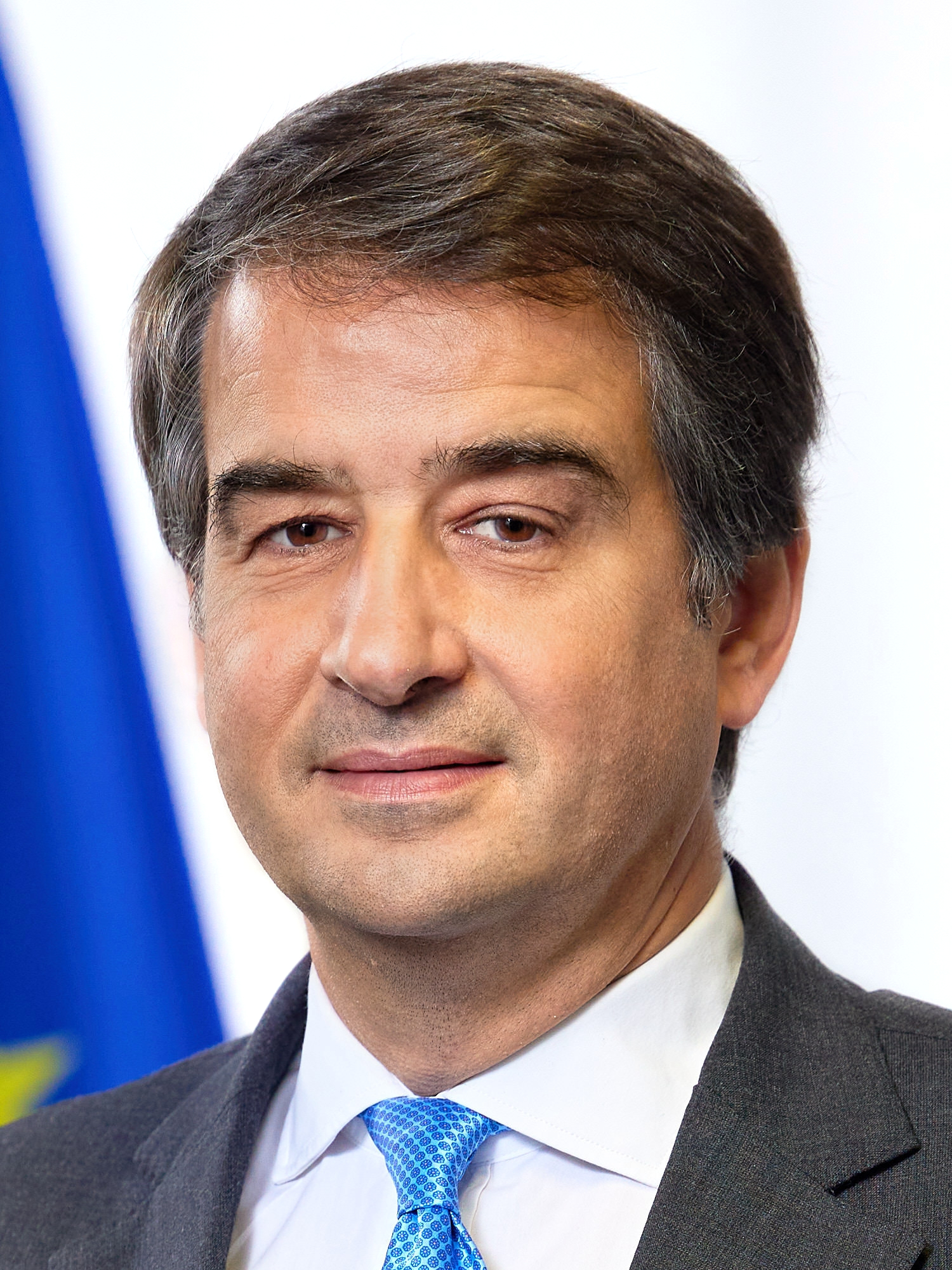
Raffaele Fitto (2024)

Raffaele Fitto (* 28. August 1969 in Maglie, Provinz Lecce) ist ein italienischer Politiker der Partei Fratelli d’Italia (FdI). Er ist seit dem 1. Dezember 2024 Vizepräsident der Europäischen Kommission und EU-Kommissar mit der Zuständigkeit für Kohäsion, Reformen, Regionalentwicklung und Städte in der Kommission von der Leyen II.
Zuvor war er ab Oktober 2022 Minister ohne Geschäftsbereich für europäische Angelegenheiten, Süditalien, Kohäsionspolitik und Aufbau- und Resilienzplan im Kabinett Meloni. Er war von 2000 bis 2005 Präsident der Region Apulien und von 2008 bis 2011 Minister in der Regierung Silvio Berlusconis. Fitto gehörte von 2014 bis 2022 dem Europäischen Parlament an und war dort von Juni 2019 bis Oktober 2022 einer der beiden Vorsitzenden der Fraktion der Europäischen Konservativen und Reformer (EKR).

## Leben und Karriere
Raffaele Fitto ist der Sohn von Salvatore Fitto (1941–1988), einem Politiker der Democrazia Cristiana (DC), der von 1985 bis 1988 ebenfalls Präsident der Region Apulien war. Raffaele Fitto schloss 1994 ein Jurastudium an der Universität Bari ab.

### Regionalpolitik (bis 2005)
Er betätigte sich schon in seiner Jugend politisch bei der Democrazia Cristiana. 1990 wurde er – im Alter von 20 Jahren – in den Regionalrat von Apulien gewählt. Nach der Auflösung der DC 1994 gehörte er zunächst deren Nachfolgepartei Partito Popolare Italiano (PPI) an. Diese verließ er jedoch im nächsten Jahr gemeinsam mit Rocco Buttiglione und trat den Cristiani Democratici Uniti (CDU) bei, die anders als die PPI ein Mitte-rechts-Bündnis mit Silvio Berlusconis Forza Italia (FI) anstrebten. Auf der gemeinsamen Liste von FI und CDU wurde er 1995 erneut in den Regionalrat von Apulien gewählt. Anschließend gehörte er als Stellvertreter des Präsidenten Salvatore Distaso bis 1998 der Regionalregierung an.
Als sich die CDU 1998 auf das Mitte-links-Bündnis L’Ulivo zubewegte, trat Fitto gemeinsam mit dem Präsidenten der Lombardei Roberto Formigoni aus und beteiligte sich an der Gründung der Cristiani Democratici per la Libertà (CDL), die weiter zum Mitte-rechts-Lager gehörten und bei allen Wahlen im Bündnis mit Forza Italia antraten. Bei der Europawahl 1999 wurde er auf der Liste der FI ins Europäische Parlament gewählt. Als Mitglied der christdemokratischen EVP-ED-Fraktion gehörte er dort dem Ausschuss für Regionalpolitik, Verkehr und Fremdenverkehr und der Delegation für die Beziehungen zu Südosteuropa an.
Bei der Regionalwahl in Apulien trat er als Spitzenkandidat des Mitte-rechts-Bündnisses (unterstützt von FI, Alleanza Nazionale, CCD und CDU) an. Er gewann die Wahl mit 54 % und wurde Präsident der Region. Sein Mandat im Europaparlament legte er im Juni 2000 nieder. Die CDL löste sich im März 2001 auf und Fitto trat der Forza Italia bei. Bei der Regionalwahl im April 2005 bewarb er sich um eine Wiederwahl, unterlag jedoch mit 49,2 % knapp dem Kommunisten Nichi Vendola, der ihm im Amt nachfolgte.

### Nationaler Abgeordneter und Minister (2006 bis 2014)
Bei der Parlamentswahl 2006 wurde Fitto als Vertreter Apuliens ins italienische Abgeordnetenhaus gewählt, 2008 und 2013 wurde sein Mandat bestätigt. Von 2006 bis 2008 war er Sprecher der FI-Fraktion im parlamentarischen Ausschuss für Regionalfragen. Im Kabinett Berlusconi IV war Fitto von 2008 bis 2011 Minister für Beziehungen zu den Regionen bzw. nach der Umbenennung des Amtes 2010 Minister für Regionen und territorialen Zusammenhalt. Die FI ging 2009 in der Mitte-rechts-Sammelpartei Il Popolo della Libertà (PdL) auf, benannte sich jedoch 2013 zurück in Forza Italia.

### Europaparlamentarier und Parteivorsitzender (2014 bis 2022)
Bei der Europawahl 2014 wurde Fitto erneut als Vertreter der FI in Süditalien ins Europäische Parlament gewählt. Dort gehörte er zunächst wieder der EVP-Fraktion an, war Mitglied im Ausschuss für regionale Entwicklung und in der Delegation für die Beziehungen zu Japan. Galt Fitto noch 2013 noch als einer der treuesten Unterstützer Berlusconis innerhalb der FI, so entwickelte er sich im folgenden Jahr zu einem der schärfsten innerparteilichen Kritiker. Er forderte den Parteichef Berlusconi mehrfach erfolglos zu einem Führungs- und Generationswechsel auf.
Zum Bruch kam es anlässlich der Regionalwahl in Apulien im Mai 2015. Bei dieser traten die Anhänger Fittos mit einer eigenen Liste – Oltre con Fitto – an und unterstützten den Provinzpräsidenten von Bari, Francesco Schittulli, während die offizielle Kandidatin von FI Adriana Poli Bortone war (letztlich verloren beide und das Mitte-links-Lager gewann die Wahl). Am 17. Mai 2015 trat Fitto aus Forza Italia aus. Einen Tag später wechselte er auch von der EVP-Fraktion im EU-Parlament in die Fraktion der Europäischen Konservativen und Reformer (EKR), deren Vorstandsmitglied er sogleich wurde. Infolge seines Fraktionswechsels änderten sich auch seine Ausschussmitgliedschaften: Er war anschließend im Haushaltskontrollausschuss sowie Delegierter in der Parlamentarischen Versammlung der Union für den Mittelmeerraum und für die Beziehungen zu den Maghreb-Ländern.
Am 3. Juni 2015 gründete er mit einer Gruppe von Unterstützern – vorwiegend aus Apulien – die Partei Conservatori e Riformisti (CR; der Name ist an den der EKR-Fraktion angelehnt), deren Vorsitzender er wurde. Die Partei orientierte sich erklärtermaßen am Vorbild der britischen Konservativen unter David Cameron. Im Dezember 2016 wählte ihn die EKR-Fraktion zum stellvertretenden Vorsitzenden. Fittos Partei Conservatori e Riformisti fusionierte im Januar 2017 mit weiteren kleinen konservativen und liberalen Parteien zur Direzione Italia (DI), der ebenfalls Fitto vorstand.
Zur Europawahl 2019 vereinbarte er ein Bündnis mit der rechtskonservativen Partei Fratelli d’Italia (FdI) von Giorgia Meloni, die ebenfalls zur Allianz der Konservativen und Reformer in Europa gehört. Folglich trat DI nicht mit einer eigenen Liste an, sondern Fitto kandidierte auf der Liste der FdI für Süditalien und wurde so wiedergewählt. Anschließend wählte die EKR-Fraktion im Europäischen Parlament Fitto neben dem Polen Ryszard Legutko zu einem ihrer beiden Ko-Vorsitzenden. Seine Partei Direzione Italia löste sich im Oktober 2019 auf und verschmolz mit FdI, der Fitto seither angehört. Im Zuge seiner Ernennung zum Minister hatte er sein Mandat im Europaparlament im Oktober 2022 niedergelegt.

### Erneut Minister (2022 bis 2024)
Bei der Parlamentswahl im September 2022 wurde Fitto über die FdI-Liste in der Region Apulien wieder ins italienische Abgeordnetenhaus gewählt. Im Monat darauf wurde er zum Minister ohne Geschäftsbereich, zuständig für Europäische Angelegenheiten, im Kabinett Meloni ernannt. Er amtierte bis Ende November 2024.

### EU-Kommissar (seit 2024)
Im Zuge der Bildung der Kommission von der Leyen II wendeten sich im September 2024 europäische Sozialdemokraten, Liberale und Grüne im Europaparlament gegen eine Vizekommissionspräsidentschaft des von Italien benannten Kommissars Fitto. Letztlich wurde Fitto dennoch nominiert und trat das Amt des Vizepräsidenten der EU-Kommission und des EU-Kommissars mit der Zuständigkeit für Kohäsion, Reformen, Regionalentwicklung und Städte am 1. Dezember 2024 an.